# Chen Qingchen
Chen Qingchen (Xingning, 23 de junho de 1997) é uma jogadora de badminton chinesa, medalhista olímpica.

## Carreira
Nos Jogos Olímpicos de Verão de 2020, em Tóquio, conquistou a medalha de prata na categoria duplas femininas ao lado de Jia Yifan após confronto na final contra Greysia Polii e Apriyani Rahayu. Em 2017, ela foi premiada como a melhor jogadora do ano da BWF. Nos Jogos Olímpicos de Verão de 2024, em Paris, conquistou a medalha de ouro também na disputa de duplas femininas, ao lado de Jia.